# Marjanji Pematang
Marjanji Pematang is een bestuurslaag in het regentschap Deli Serdang van de provincie Noord-Sumatra, Indonesië. Marjanji Pematang telt 280 inwoners (volkstelling 2010).